# Just Want You to Know
Just Want You to Know è un brano musicale dei Backstreet Boys, estratto come secondo singolo dall'album Never Gone, il 4 ottobre 2005. La canzone raggiunse la top 20 delle classifiche di Italia, Germania e Regno Unito.
Il suo ritornello è molto simile a Since U Been Gone di Kelly Clarkson, in quanto entrambe le canzoni sono state scritte da Max Martin e Dr. Luke.
Il video trae ispirazione dal documentario Heavy Metal Parking Lot del 1986 ed è una parodia di un gruppo rock degli anni 80 chiamato Sphyntker.
Nel DVD Never Gone: The Videos è inclusa anche la versione che riprende solo gli Sphyntker mentre cantano il brano.

## Track listing
UK CD1
1. "Just Want You to Know" (Album Version) - 3:51
2. "Larger Than Life" (Live Version) - 4:44

UK CD2
1. "Just Want You to Know" (Album Version) - 3:51
2. "I Want It That Way" (Live Version) -  4:18
3. "Show Me the Meaning of Being Lonely" (Live Version) -  4:44

UK DVD
1. "Just Want You to Know" (Music Video) - 3:51
2. "Weird World" (AOL Live Performance) - 3:42
3. "Just Want You to Know" (Instrumental w/Photo Gallery) - 3:51

US promo CD
1. "Just Want You to Know" (radio edit) - 3:55

## Crediti
- Batteria, Percussioni - Shawn Pelton
- Mixaggio By - Șerban Ghenea
- Produttore - Lukasz "Dr. Luke" Gottwald
- Registrata da - Christian Nilsson, Lukasz "Dr. Luke" Gottwald, Seth Waldmann
- Registrata da (Assistente) - Alan Mason
- Scritta da - Max Martin, Lukasz Gottwald

## Classifiche

### Classifiche settimanali
| Classifica (2005)                 | Posizione più alta |
| --------------------------------- | ------------------ |
| Australian Singles Chart          | 22                 |
| Austrian Singles Chart            | 22                 |
| European Singles Chart            | 19                 |
| Dutch Singles Chart               | 20                 |
| Irish Singles Chart               | 15                 |
| Italian Singles Chart             | 18                 |
| Netherlands Singles Chart         | 27                 |
| Spanish Singles Chart             | 7                  |
| Swedish Singles Chart             | 28                 |
| Swiss Singles Chart               | 29                 |
| UK Singles Chart                  | 8                  |
| USA Billboard Hot 100             | 70                 |
| USA Hot Adult Contemporary Tracks | 35                 |
| USA Mainstram Top 40 (Billboard)  | 21                 |
| USA Pop 100 (Billboard)           | 33                 |